# Mandschurischer Pfeifenstrauch
Der Mandschurische Pfeifenstrauch (Philadelphus tenuifolius) ist eine Pflanzenart innerhalb der Familie der Hortensiengewächse (Hydrangeaceae). Sein natürliches Verbreitungsgebiet liegt im Südosten Russlands, in China, Korea und Japan.

## Beschreibung

### Vegetative Merkmale
Der Mandschurische Pfeifenstrauch ist ein Strauch und erreicht Wuchshöhen von 1 bis 3 Metern. Er besitzt überhängenden Zweige. Die abblätternde Rinde ist kastanienbraun oder graubraun. Blüten tragende Zweige sind spärlich behaart, Langtriebe kahl oder nahezu kahl.
Die gegenständig angeordneten Laubblätter sind in Blattstiel und Blattspreite gegliedert. Der Blattstiel ist 3 bis 8 Millimeter lang. Die einfach Blattspreite ist bei einer Länge von 3 bis 11 Zentimetern sowie einer Breite von 2 bis 6 Zentimetern eiförmig oder länglich-lanzettlich mit breit keilförmiger oder gerundeter Spreitenbasis, zugespitztem oberen Ende und gezähntem oder fast ganzrandigem Blattrand. Die Blattoberseite ist kahl, die -unterseite kann an den Adern spärlich behaart sein. Auf der Blattspreite sind meist fünf Nervenpaare gut erkennbar.

### Generative Merkmale
Die Blütezeit reicht Juni bis Juli. Drei bis sieben selten bis zu neun Blüten stehen in einem traubigen Blütenstand mit einer 3 bis 5 Zentimeter langen, spärlich behaarten Spindel. Der Blütenstiel ist 3 bis 10 Zentimeter lang.
Die nicht oder nur schwach duftenden, zwittrigen Blüten sind radiärsymmetrisch mit doppelter Blütenhülle. Der Blütenkelch ist nur an der Basis behaart, gelblich grün und hat eiförmige, 5 Millimeter lange Kelchblätter. Die Blütenkrone weist einen Durchmesser von 2,5 bis 3 Zentimetern auf Die weißen Kronblätter sind bei einer Länge von 1 bis 1,5 Zentimetern sowie einer Breite von 0,6 bis 1,3 Zentimetern länglich-verkehrt-eiförmig. Die 20 bis 30 Staubblätter erreichen eine Länge von bis zu 1 Zentimeter. Der Diskus ist kahl. Der Griffel ist kahl und bis etwa zur Mitte verwachsen.
Die Kapselfrüchte sind bei einer Länge von 4 bis 6 Millimetern sowie einem Durchmesser von 4 bis 5 Millimetern verkehrt-konisch. Die Samen sind 2,5 bis 3 Millimeter groß. Die Art Früchte reifen von August bis September.

## Vorkommen
Das natürliche Verbreitungsgebiet liegt in der gemäßigten Gebieten Asiens in den russischen Regionen Chabarowsk und Primorje, in den chinesischen Provinzen Heilongjiang und Jilin, in Korea und Japan. Der Mandschurische Pfeifenstrauch gedeiht in China in Dickichten in Höhenlagen von 100 bis 900 Metern. Er wächst auf frischen bis feuchten, sauren bis neutralen, sandig- bis lehmig-humosen, mäßig nährstoffreichen Böden an sonnigen bis lichtschattigen, sommerkühlen Standorten. Der Mandschurische Pfeifenstrauch ist meist frosthart.

## Systematik
Die Erstbeschreibung von Philadelphus tenuifolius erfolgte 1856 durch Franz Joseph Ruprecht in Carl Johann Maximowicz: Bulletin de la Classe Physico-Mathématique de l'Académie Impériale des Sciences de Saint-Pétersbourg, Band 15, Seite 133.
Von Philadelphus tenuifolius gibt es zwei Varietäten:
- Philadelphus tenuifolius var. latipetalus S.Y.Hu mit etwa 1 Zentimeter langen und 0,95 Zentimeter breiten, rundlichen Kronblättern[3]
- Philadelphus tenuifolius Rupr. ex Maxim. var. tenuifolius mit 1 bis 1,5 Zentimeter langen und 0,6 bis 1,3 Zentimeter breiten, eiförmig-länglichen Kronblättern[3]

## Verwendung
Der Mandschurische Pfeifenstrauch wird selten aufgrund seiner dekorativen Blüten als Zierpflanze verwendet.

## Nachweise